# 内山吉明
内山 吉明（うちやま よしあきら）は、安土桃山時代から江戸時代初期の武将。

## 生涯
元は依田氏の家臣。天正10年（1582年）天正壬午の乱では依田信蕃に従い活躍。天正13年（1585年）第一次上田合戦にも従軍した。慶長5年（1600年）依田康勝が改易となると上野藤岡に閉居するが、同年の関ヶ原の戦いにおいては下野小山で徳川軍に合流。第二次上田合戦においては本多正信の指揮下において案内役を務めた。続く大坂の陣においても正信の麾下として従軍した。藤岡に所領を与えられ、書院番を務めたのち徳川忠長付きとなったが、忠長が改易となると牢人となった。養子の永明が再度旗本として召し返されている。